# John Sturrock
John Duncan "Jan" Sturrock, född 20 mars 1915 i Weymouth, död 20 juli 1974 i Weymouth, var en brittisk roddare.
Sturrock blev olympisk silvermedaljör i fyra utan styrman vid sommarspelen 1936 i Berlin.